# 第40回安田記念
1990年5月13日に開催された第40回安田記念について記述する。
※年齢は全て旧表記にて表記

## レース施行時の状況
オグリキャップが1990年の初戦として出走を決定した。また、同馬は初めて武豊が騎乗することとなり、当時の週刊競馬ブックなどの競馬関連の書籍や新聞ではオグリキャップと武との組み合わせを「ゴールデンコンビ」と報道していた。
前哨戦の京王杯スプリングカップではシンウインドが優勝した。

## 主な出走馬
天候：曇り、芝：良
※施行条件については安田記念も参照。
出走頭数：16頭
| 人気 | 枠番 | 馬番 | 競走馬名         | 性齢 | 騎手     | 調教師   |
| ---- | ---- | ---- | ---------------- | ---- | -------- | -------- |
| 1    | 5    | 9    | オグリキャップ   | 牡6  | 武豊     | 瀬戸口勉 |
| 2    | 8    | 14   | オサイチジョージ | 牡5  | 丸山勝秀 | 土門一美 |
| 3    | 6    | 11   | バンブーメモリー | 牡6  | 河内洋   | 武邦彦   |
| 4    | 7    | 12   | ヤエノムテキ     | 牡6  | 岡部幸雄 | 荻野光男 |
| 5    | 2    | 4    | ホクトヘリオス   | 牡7  | 柴田善臣 | 中野隆良 |
| 6    | 8    | 15   | シンウインド     | 牝7  | 南井克巳 | 二分久男 |

## レース結果

### レース展開
序盤はケープポイントが逃げ、2番手にオグリキャップとシンウインドが位置した。直線の途中でオグリキャップが先頭に立ち、そのままゴールし優勝した。

### 結果（上位5頭のみ）
| 着順 | 枠番 | 馬番 | 競走馬名         | タイム   | 着差     |
| ---- | ---- | ---- | ---------------- | -------- | -------- |
| 1    | 5    | 9    | オグリキャップ   | CR1.32.4 |          |
| 2    | 7    | 12   | ヤエノムテキ     | 1.32.7   | 2馬身    |
| 3    | 8    | 14   | オサイチジョージ | 1.32.8   | クビ     |
| 4    | 8    | 15   | シンウインド     | 1.33.0   | 1馬身1/2 |
| 5    | 2    | 4    | ホクトヘリオス   | 1.33.4   | 2馬身1/2 |

- ラップ

12.4-10.8-11.2-11.4-11.4-11.8-11.6-11.8
12.4-23.2-34.4-45.8-57.2-69.0-80.6-92.4

### 払戻金
| 単勝式 | 9   | 140円 |
| 複勝式 | 9   | 110円 |
| 複勝式 | 12  | 190円 |
| 複勝式 | 14  | 160円 |
| 枠連   | 5-7 | 580円 |

## エピソード
- 優勝したオグリキャップの通算獲得賞金額がシンボリルドルフを抜き、当時の日本歴代1位となった。
- オグリキャップは第38回優勝馬ニッポーテイオーの勝ちタイム1:34.2を1.8秒も更新したことになり、これはグレード制導入以前を含めても同レース史上最大の更新幅となっている（2024年現在）[1]
  - なお、このレースレコードは東京競馬場改修後にアグネスデジタルが更新するまで13年間残っていた。これはレースレコード保持の期間として同レース史上最長となっている[2]